# Скалецька Зоряна Степанівна
Зоряна Степанівна Скалецька, (нар. 9 серпня 1980) — український юрист у галузі медичного права, доктор права, доцент. Міністр охорони здоров'я України (29 серпня 2019 — 4 березня 2020).

## Освіта
1997 року закінчила львівську гімназію «Євшан» з золотою медаллю та вступила на факультет правничих наук НаУКМА. 2002 року здобула кваліфікацію спеціалістки права.
У 2002—2007 роках була аспіранткою факультету права та адміністрації Університету Марії Кюрі-Склодовської в Любліні. Захистила дисертацію на ступінь доктора права на тему «Правовий статус пацієнта в Польщі та Україні. Порівняльний аналіз».
У 2011—2012 роках навчалася на річній Розширеній сертифікатній програмі для країн Центральної та Східної Європи «Дослідницька етика» в Union Graduate College, місто Скенектаді, США.

## Кар'єра
У 2001—2006 роках працювала провідною спеціалісткою відділу правового аналізу регуляторних актів у Головному управлінні регуляторної політики Державного комітету України з питань регуляторної політики та підприємництва.
З 2006 року працює в Національному університеті «Києво-Могилянська академія», спочатку на кафедрі міжнародного права та спеціальних правових наук, згодом на кафедрі міжнародного та європейського права. З 2014 року — доцентка, з 2015 — заступниця декана Факультету правничих наук. Викладає дисципліни «Права людини і біомедицина» та «Медичне право». Також є директоркою програми «Етико-правові питання біоетики, фармацевтичного та медичного права» Центру міжнародного захисту прав людини НаУКМА.
Також працювала експертом Ради підприємців при Кабінеті Міністрів України (2010—2011) та керівницею юридичного відділу ВГО «Українська ліга сприяння розвитку паліативної та госпісної допомоги» (2011—2012).
Брала участь та організовувала всеукраїнські та міжнародні наукові заходи, викладала в школах з медичного права. Авторка низки публікацій у галузі медичного права та навчально-методичних посібників «Міжнародний захист гендерних прав та прав дітей», «Медичне право», «Правове регулювання соціальних відносин», а також співавторка посібника з виборчого права.
З 29 серпня 2019 року до 4 березня 2020 року — міністр охорони здоров'я України.
21 лютого 2020 року прибула в селище Нові Санжари, де провела 14 добовий карантин з евакуйованими із Китаю.

## Громадська діяльність
Є аналітиком у галузі медичного та фармацевтичного права, консультувала міжнародні організації, є співавторкою законопроєктів та експертних висновків у галузі регулювання охорони здоров'я та медичної допомоги.
Експерт з питань медичної реформи в Реанімаційному пакеті реформ, зокрема в 2014—2017 роках була головною експертом медичної групи.
Була членом Дорадчої ради з питань охорони здоров'я при Комітеті Верховної Ради України з питань охорони здоров'я (2007—2009), головою Комісії з реформування охорони здоров'я Громадської ради при Міністерстві охорони здоров'я України (2011—2014).
Голова правління ВГО «Українська медико-правова асоціація», член правління ВГО «Українська ліга сприяння розвитку паліативної та хоспісної допомоги», директор ГО «Форум здоров'я» та член Всесвітньої асоціації медичного права.

## Родина
Розлучена.
Виховує двох дітей: сина — Маркіяна, доньку — Ярину.